# Nadine Ruf
Nadine Ruf (* 2. Februar 1978 in Wiesbaden) ist eine deutsche Politikerin (SPD) und Diplom-Betriebswirtin. Sie war von Januar 2024 bis März 2025 Mitglied des Deutschen Bundestages.

## Leben
Ruf wuchs als Tochter einer alleinerziehenden Mutter im Wiesbadener Ortsbezirk Rambach auf. 1998 legte sie das Abitur an der Martin-Niemöller-Schule in Wiesbaden ab. Anschließend studierte sie an der Fachhochschule Wiesbaden International Business Administration. Sie schloss das Studium 2003 ab. Ruf war von 2003 bis 2023 als Büroleiterin für SPD-Abgeordnete im Hessischen Landtag tätig.
Ruf ist evangelisch, verheiratet und hat drei Töchter. Sie lebt in Wiesbaden-Rambach.

## Politik
Ruf ist seit 1994 Mitglied der SPD. Seit 2004 ist sie Mitglied der Stadtverordnetenversammlung von Wiesbaden, von 2017 bis 2019 als Vorsitzende der SPD-Fraktion.
Bei der Bundestagswahl 2021 kandidierte Ruf im Bundestagswahlkreis Wiesbaden und auf Platz 10 der SPD-Landesliste in Hessen, verpasste jedoch zunächst den Einzug in den Bundestag. Am 26. Januar 2024 rückte sie für Timon Gremmels in den Bundestag nach.
Bei der Bundestagswahl 2025 trat Ruf erneut im Bundestagswahlkreis Wiesbaden an, unterlag jedoch Stefan Korbach (CDU), der im Wahlkreis direkt mit 30,7 % der Stimmen gewählt wurde.

## Mitgliedschaften
Ruf ist Mitglied bei ver.di, den Naturfreunden e.V. sowie den Alumni der Hans-Böckler-Stiftung. Zudem gehört sie dem Mieterbund Wiesbaden und Umgebung e.V. an und ist dort Mitglied im Beirat. Darüber hinaus ist sie stellvertretendes Mitglied im Stiftungsrat der Bundesstiftung Gleichstellung.